# 飛騨市神岡図書館
飛騨市神岡図書館（ひだしかみおかとしょかん）は、岐阜県飛騨市神岡町東町にある公立図書館。2016年（平成28年）に移転し、飛騨市神岡振興事務所の1階に設置された。
同じ飛騨市にあり、職員のアイディアに基づく企画を行う古川町の飛騨市図書館と比較すると開催行事数は少ないものの、読み聞かせなどの自主行事を行っている。

## 建物の概要

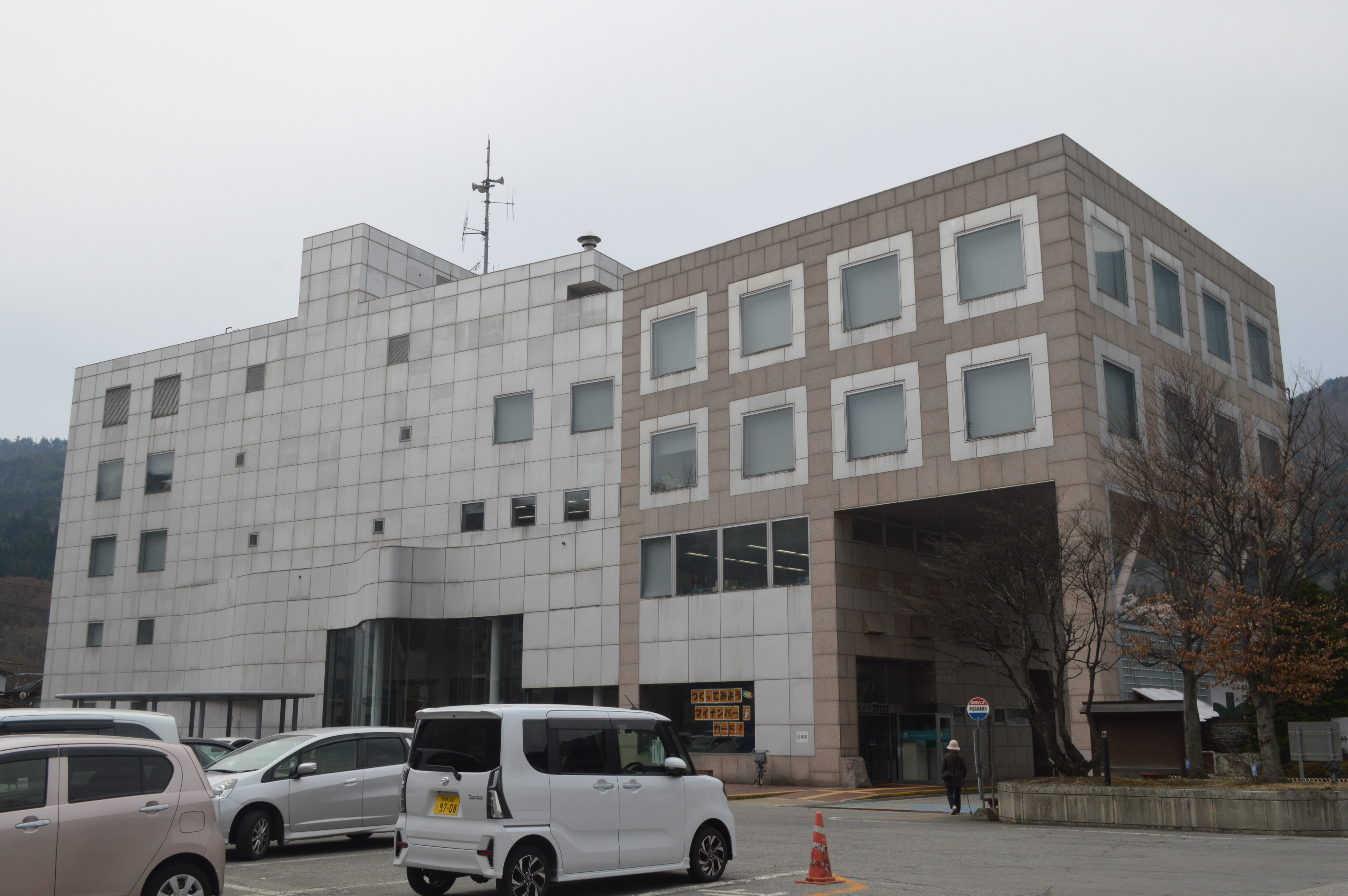
飛騨市神岡振興事務所

飛騨市神岡振興事務所の1階に設置されている。旧神岡町役場である神岡振興事務所は神岡鉱山の最盛期であった1978年（昭和53年）5月に地上4階建ての庁舎として建設された。設計者は磯崎新である。2009年（平成21年）5月までは3階に飛騨市教育委員会が置かれていたが古川町に移転し、以降は残った機能を1階にほぼ集約し、上階は空きが目立った。同年6月に市民ら19人で組織された検討委員会に有効利用策を諮り、2010年（平成22年）3月に報告書がまとめられた。その中に神岡図書館を移転する案が盛り込まれていたものの、飛騨市は財政難を理由に一旦は棚上げした。
その後2014年（平成26年）に神岡振興事務所の耐震工事を行うことが決まり、総工費3億5600万円をかけた工事が2016年（平成28年）春に完了、6月4日に移転開館した。図書館部分の床面積は840m2で、独立館時代の2倍に広がった。

## 利用案内
飛騨市には本項で扱っている飛騨市神岡図書館のほか、古川町に飛騨市図書館もある。神岡図書館と市図書館の館長は兼任である。
- 所在地：岐阜県飛騨市神岡町東町378番地 飛騨市神岡振興事務所1階
  - 濃飛バス「神岡振興事務所」バス停よりすぐ[12]。
- 貸出制限：飛騨市に居住・通勤・通学している者。
- 貸出可能点数：図書：7冊、AV資料：2点
- 貸出可能期間：2週間
- 予約、リクエスト可能。
- 返却場所：サービスカウンター、返却ボックス（閉館時のみ）
- 開館時間：9時から20時まで（ただし日曜日は17時まで）
- 休館日：月曜日（祝日の場合は翌日）、月末最終金曜日、年末年始

### 遠隔地への対応
神岡町内にありながら、飛騨市立山之村小中学校の学区内では同館まで峠越えなどの交通困難を抱えている。そこで山之村地域では「飛ぶ図書館」と命名された移動図書館サービスが2016年（平成28年）より実施されている。「飛ぶ図書館」は月1回、山之村公民館で第2木曜日に、図書館職員が出張して貸出・返却やリクエストの受付などの図書館業務を行うものである。貸出は7冊まで、1か月間借りることができる。
移動図書館の開始に伴い、「山之村出張貸出」は2015年（平成27年）度末で廃止された。「山之村出張貸出」は神岡図書館司書の発案で2013年（平成25年）に始まり、第2木曜日に100冊程度の本を公民館に搬入して特別に1か月貸し出すサービスであった。山之村は人口200人ほどの小さな地域であるが、子供の数が少しずつ増加しており、親子や高齢者に固定した利用者が存在した。

## 歴史

### 教育委員会事務局時代（1955-1978）
飛騨市神岡図書館の前身となる神岡町立図書館が開館するきっかけを作ったのは、吉城郡神岡町に住んでいた高校生である。この高校生は1954年（昭和29年）、時の神岡町長に宛てて手紙を送り、図書館の設置を要望した。これに対して町長は、すでに約2,000冊を購入し神岡町教育委員会事務局の2階に設置予定で作業を進めている、と返答した。そして1955年（昭和30年）4月に教育委員会事務局の2階に神岡町立図書館が開館した。当時の蔵書数は一般書・新聞・雑誌を含め約2,500冊で、教育委員会の職員による兼務だったため、土曜日の午後と日曜日・祝日は休館し、平日の9時から16時まで開館していた。図書の貸し出しはできず、館内閲覧のみとしていた。神岡町立図書館の開館は、岐阜県内の市町村立図書館としては8番目で、町立では関ケ原町立図書館に次ぐ2番目であった。
1963年（昭和38年）、1人1冊に限り貸し出しが可能となった。ただし小学生以下には貸し出しておらず、新刊書は5日間、その他の図書は1週間と貸し出し期間は短かった。神岡町中心部から離れた地域へは公民館の分館に貸し出し業務を委託していた。この頃の図書館利用者は1日25 - 30人で、うち貸し出しは15 - 17人であった。利用者は高校生が中心で、特に定期テスト期間と大学受験期に利用が多かった。1966年（昭和41年）になると6,811冊に蔵書が増えたが、町民1人当たりに換算すると0.27冊にすぎず、なお不十分であった。それでも農村部への3週間おきの巡回貸し出しや岐阜県立図書館の巡回文庫を活用した読書サークルの育成、町立図書館読書感想文コンクールの開催などの事業を行っていた。1976年（昭和51年）になると住所・氏名の書ける小学生も貸し出しを可能にし、開館時間の延長（17時30分まで）、貸し出し冊数の増加（3冊まで）を行った。図書館の充実に対して利用実績は芳しくなく、貸し出し登録者数は岐阜県の公立図書館で最低の197人であった。

### 独立館時代（1978-2016）

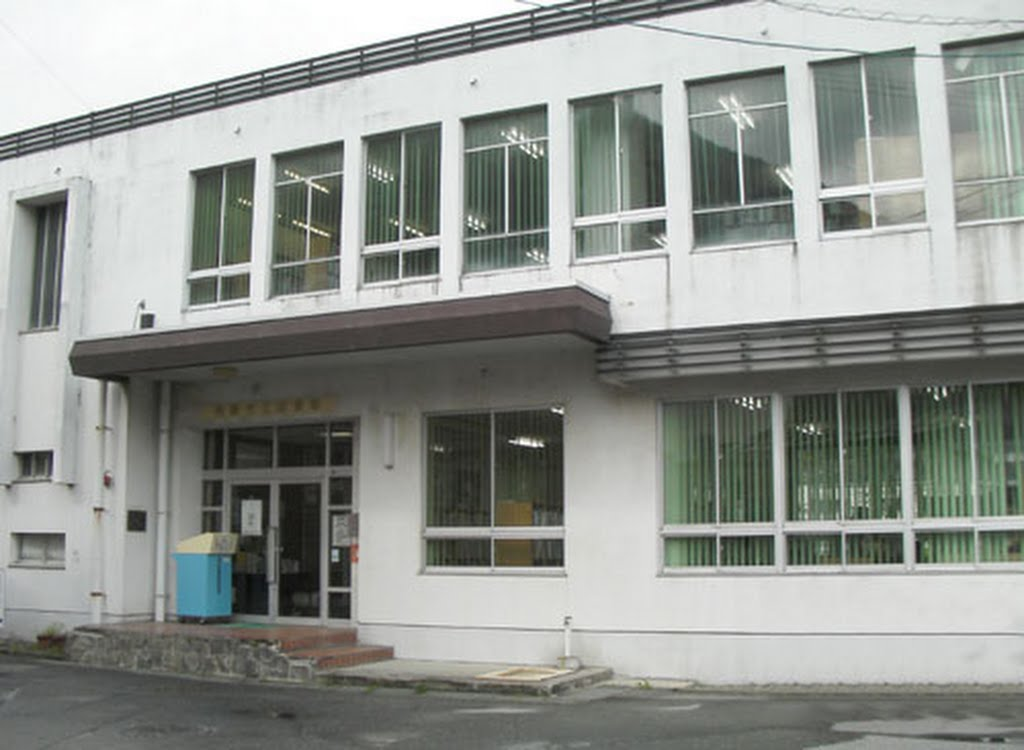
独立館時代の建物

神岡町立図書館では、利用実績の不振の理由の1つとして館内の狭さを指摘し、神岡町は1977年（昭和52年）から堀川地区に新しい図書館の建設を開始、1978年（昭和53年）2月1日に総面積407m2、鉄筋コンクリート構造2階建ての新館へ移った。新館は1階に児童開架室、2階に一般開架室・資料室・視聴覚室を配置し、冷暖房を完備するなど近代的な施設になった。岐阜県内の町村立図書館で独立の建物を持つのは珍しく、神岡町立図書館は先駆的な存在であった。設備面だけでなく、蔵書の拡充、専門の司書の配置、団体貸し出しと予約制度の設定、資料の複写やテレビ番組の録画といったサービスの開始など事業面でも心機一転した。さらに『広報かみおか』を利用した図書館の利用促進、「絵本の会」による読み聞かせも開催したが思うように利用は伸びず、むしろ減少傾向を示すようになった。
そこで神岡町立図書館は次なる一手として1989年（平成元年）から「図書館まつり」を開催することにした。第1回図書館まつりは10月23日から11月8日まで、読み聞かせや本の展示会、読書に関する放談会、講演会など多彩な催しを行った。図書館まつりは恒例化し、神岡町にゆかりの文学や荒垣秀雄・江夏美好といった神岡町出身作家に焦点を当てた催しを開催してきた。こうした活動の甲斐もあってか、平成に入ってから利用者数は増加に転じた。
2000年（平成12年）になると神岡町の有志の女性4人が「こだまグループ」を結成し、図書館内外での読み聞かせ活動を開始した。2003年（平成15年）9月に蔵書の整理とコンピュータの導入のために一旦休館し、約4万2千冊あった蔵書を2万9千冊に削減、バーコードシールを貼付して、同年12月2日からコンピュータを利用した貸し出し業務を開始した。この時、町村合併による飛騨市発足を見越して古川町図書館（後の飛騨市図書館）と回線で接続し、相互の蔵書を検索可能にしただけでなく、それぞれの図書館カウンターで相手の図書館の蔵書を借りられるようにした。
2004年（平成16年）2月1日、神岡町は古川町・河合村・宮川村と合併して飛騨市となり、神岡町立図書館は飛騨市神岡図書館に改称した。古川町図書館を引き継いだ飛騨市古川図書館では新築移転が検討されるようになったものの、神岡図書館は名称を変更したのみで、そのままの施設を当面利用することになった。
2011年（平成23年）、飛騨市は前年に交付された総務省の「住民生活に光をふりそそぐ交付金」を基金化し、それを元手に専任図書館長を一般公募した。そこで館長に採用された西山進（飛騨市図書館との兼任）を中心に年間10件程度だった図書館の主催行事を大幅に増やしていった。2013年（平成25年）1月には図書館の公式Facebookページを開設し、各種企画の告知を開始した。同年3月2日、13年にわたって神岡図書館で読み聞かせ活動を行ってきたこだまグループが最後の読み聞かせを開催した。同会は自作の紙芝居を作成するなど精力的に活動してきたが、メンバーの常に新しい趣向を凝らして聴衆に臨むという姿勢から負担が重くなり、グループは存続するものの図書館での活動は終了することにしたのであった。読み聞かせ活動自体は、グループの最年少メンバーが新しい団体を結成して継続している。

### 神岡振興事務所時代（2016-）

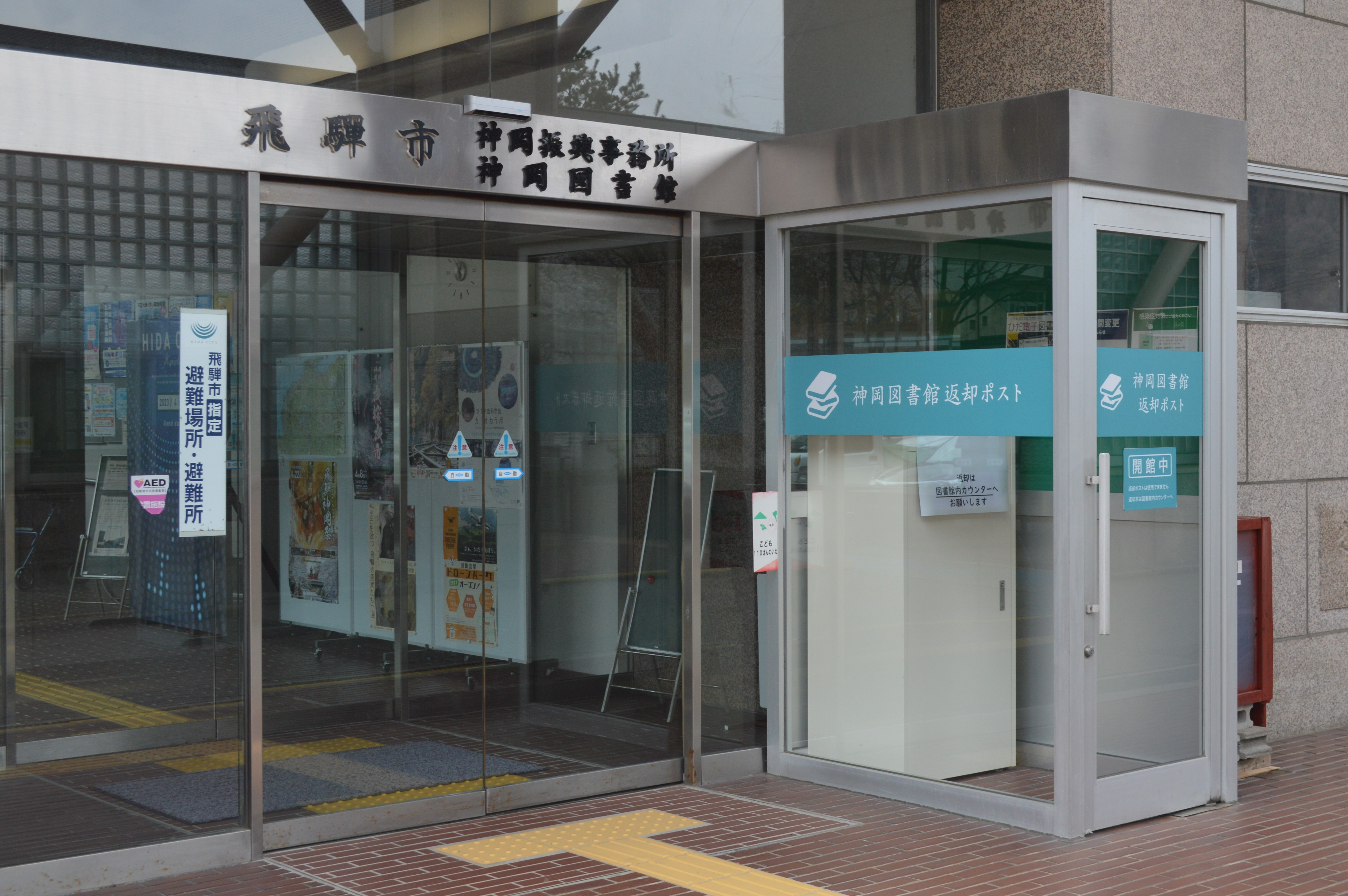
建物入口と返却ポスト

飛騨市発足当時からそのまま引き継いだ神岡図書館の施設は築年数が約40年を迎え、老朽化が進んでいた。2010年（平成22年）3月に市民らで構成する神岡振興事務所の有効活用策を検討した委員会が神岡図書館を同事務所へ移転させる案を提言したが、飛騨市は財政難を理由に一旦棚上げすることにした。2014年（平成26年）に事務所の耐震工事を行うめどが付いたため同年に設計を開始、2016年（平成28年）春に工事が完了した。2016年（平成28年）度当初予算案は過去3番目の低予算となったものの、神岡図書館に対しては3,000冊の新刊購入費が付与された。そして6月4日に移転開館し、祝い唄「船津めでた」や飛騨市立神岡中学校吹奏楽部の演奏などの開館記念行事が挙行された。
旧神岡図書館の建物は老朽化が進んでいるものの、神岡商工会議所の移転先として同商工会議所に市から無償譲渡する方向で議論が進められ、改修工事を経て2017年（平成29年）3月24日に工事完了の祝賀会を挙行、4月より業務開始となった。

## 図書館の取り組み
飛騨市の図書館では、利用者数の減少に対して少しでも図書館に興味を持ってもらおうとさまざまな取り組みを行っている。取り組みは他の図書館の企画にアレンジを施したものが多く、職員らの発案を採用して実施している。古川町の飛騨市図書館との共通企画も多いが、神岡図書館単独の取り組みもある。

### 飛騨市図書館との共通企画

#### 図書館福袋
2012年（平成24年）より職員のおすすめの図書を中が見えないようにして貸し出す「図書館福袋」を開催している。福袋の中には3冊の図書が入っており、文房具などの「お年玉」も付いている。2013年（平成25年）は飛騨市図書館が子供向けと大人向けのそれぞれ20セット用意した一方、神岡図書館は子供向けのみ20セット準備した。同種の企画として7月に「図書館のお中元」を実施したこともある。

#### 積ん読大賞
2012年（平成24年）より1年間に入荷した新刊図書の中から人気本や話題本を集めて紹介する「積ん読大賞」を年末に開催している。新着図書は入荷直後に貸出希望が殺到し借りづらいが、新着書架から一般書架に移される3か月後には大抵借りやすくなることに注目し、1年間を振り返ると同時に、入荷直後に借りたかったが借りれなかった人や借りたものの読まずに返却することになった人などに好評であるという。

#### リアルしおり
飛騨市図書館と神岡図書館は、オリジナルの栞（しおり）を多数制作し、貸出利用者らに配布している。2011年（平成23年）にクリスマス企画として初めて実施された。開始当初は子供向けに野菜や果物の実物写真を貼った「リアルしおり」を制作・配布していたが、2013年（平成25年）には地元企業の看板商品の写真を使った栞も制作し、地域振興と図書館利用者増を図っている。「リアルしおり」と命名したのは地元企業の栞を制作した2013年10月のことである。

### 神岡図書館の単独企画

#### 宇宙物理学コーナー
神岡町にニュートリノの観測装置「スーパーカミオカンデ」があることから、宇宙物理学関係の図書を集めたコーナーを2016年（平成28年）6月4日の移転開館時に設置した。同年7月には期間限定でスーパーカミオカンデを用いてノーベル物理学賞を受賞した小柴昌俊と梶田隆章に関する「ノーベル賞記念展示コーナー」を設置した。

#### HIDA BOOK MEETING 2016
「HIDA BOOK MEETING 2016」自体は飛騨市図書館との共催であるが、神岡図書館では神岡町出身の作家・米澤穂信に注目した「米澤穂信の仕事」を開催した。企画「米澤穂信の仕事」では、米澤の人物紹介と作品紹介をパネル展示で行い、著書の展示と即時貸し出しも実施した。